# Francesco Bellanti
Francesco Bellanti (Siena, 1330 circa – Siena, 6 luglio 1417) è stato un vescovo cattolico italiano.

## Biografia
Nato a Siena intorno al 1330 da Giovanni Bellanti, studiò le litterae sacrae, si sposò ed ebbe un figlio, Giovanni, e rivestì le cariche di priore ed ambasciatore della Repubblica di Siena. Dopo la morte della moglie, intraprese lo studio della giurisprudenza, laureandosi a Bologna in diritto civile e canonico, e decise di prendere i voti e iniziare una carriera ecclesiastica. Fu nominato vescovo di Monteverde da papa Urbano VI e venne poi trasferito alla diocesi di Veroli nel 1384. Nel 1386 fu nominato vescovo di Narni, ma il suo insediamento avvenne l'anno successivo: una lettera del 28 settembre 1386 spedita da Antoniotto Adorno, doge di Genova, al prefetto romano Francesco Di Vico, sostenitore dell'antipapa Clemente VII, rivela che il Bellanti era stato fatto prigioniero nel Viterbese mentre si stava recando a Roma.
Ricoprì gli incarichi di castellano di Narni, tesoriere del patrimonio di San Pietro e della Sabina, incarichi confermatigli da papa Bonifacio IX nel 1390 e nel 1391 rispettivamente, e tesoriere e receptor generalis del ducato di Spoleto. Fedele al pontefice contro l'antipapa, seguì le direttive di Bonifacio IX per ristabilire l'ordine nei territori della diocesi. Contribuì alla realizzazione delle fortificazioni di Narni e a dirimere la lite tra il papa e Biordo Michelotti, annullando la scomunica ai danni del Michelotti, dei suoi seguaci, del comune di Perugia e del comune e clero di Todi.
Nel 1407 fu trasferito alla diocesi di Grosseto, e l'anno successivo dovette giurare fedeltà al pontefice Gregorio XII. Morì il 6 luglio 1417 e fu sepolto nella chiesa di San Domenico a Siena.